# Julius Schuster (Jurist)
Julius Schuster (* 9. Juni 1921 in Wiener Neustadt; † 1995 in Wien) war ein österreichischer Jurist. Er war österreichischer Statthalter des Ritterordens vom Heiligen Grab zu Jerusalem.

## Leben
Julius Schuster war promovierter Rechtsanwalt in Wien und wurde in der Erzabteikirche St. Peter in Salzburg am 26./27. April 1958 in den Ritterorden vom Heiligen Grab zu Jerusalem investiert. Er war Statthalter der österreichischen Provinz von 1967 bis 1990, unterstützt durch die Großpriore Jakob Weinbacher, Weihbischof in Wien, und ab 1983 Abtprimas Gebhard Koberger. Schuster gründete die Komtureien Innsbruck und Bregenz.
Er war zusammen mit Kurt Stögerer und Franz Eckert sowie des Erzbistums Wien Initiator der Rückgewinnung des Österreichischen Hospiz zur Heiligen Familie, einer 1857 gegründeten Pilgerherberge der katholischen Kirche Österreichs in der Via Dolorosa in der Altstadt Jerusalems. Er wurde zum Kollar-Ritter ernannt und war Ehrenstatthalter und Mitglied im Großmagisterium der römischen Ordensleitung. Schuster wurde am Pötzleinsdorfer Friedhof (Gruppe GR, Nummer 9) bestattet.